# Cedrelinga cateniformis
Cedrelinga cateniformis ist ein Baum in der Familie der Hülsenfrüchtler aus der Unterfamilie der Mimosengewächse aus dem mittleren bis nördlichen Südamerika. Es ist die einzige Art der Gattung Cedrelinga.

## Beschreibung
Cedrelinga cateniformis wächst als halbimmergrüner Baum bis über 45(60) Meter hoch. Der Stammdurchmesser erreicht über 2–3 Meter. Die braune Borke ist rissig bis furchig und schuppig bis abblätternd. Es werden kleinere Brettwurzeln oder Wurzelanläufe gebildet.
Die wechselständigen und gestielten Laubblätter sind doppelt paarig gefiedert, mit wenigen Fiederpaaren mit jeweils wenigen Blättchen. Der Blattstiel ist bis etwa 20 Zentimeter lang, die Fiederstiele bis etwa 8 Zentimeter. Die steiflichen, oberseits glänzenden, leicht ledrigen, kurz gestielten, eiförmigen bis verkehrt-eiförmigen, spitzen bis bespitzten und ganzrandigen, bis zu 13 Zentimeter langen Blättchen sind kahl. Die Blättchenstiele sind bis 7 Millimeter lang. Bei den Fiederstielen sind an der Basis Pulvini vorhanden, ebenso an den Blättchenstielen. An der Rhachis 1. Ordnung, bei den Fiederansätzen, sind Drüsen ausgebildet, ebenso an der Rhachis 2. Ordnung bei den obersten Blättchenpaaren. Die Nebenblätter fehlen.
Die achselständigen und rispigen, relativ kurzen Blütenstände sind fein bräunlich behaart. Die Blüten stehen in dichten, kopfigen und gestielten Gruppen. Es sind bei den Blüten jeweils minimale Deckblätter vorhanden. Die kleinen, zwittrigen, sitzenden und grünlich-weißen Blüten besitzen eine doppelte Blütenhülle. Der kleine, becherförmige Kelch besitzt winzige Zähnchen. Die Petalen sind röhrig verwachsen mit kürzeren, schmalen und länglichen Lappen. Es sind bis zu 30 vorstehende und an der Basis verwachsene Staubblätter vorhanden. Der kurz gestielte Fruchtknoten ist oberständig mit einem langen, schlanken Griffel.
Es werden bis zu 70 Zentimeter lange, hängende Hülsenfrüchte, Gliederhülsen gebildet, welche an den bis zu 6 papierigen, bräunlichen Segmenten, Gliedern tief eingeschnürt sind. Die einzelnen, flachen und einsamigen, bis etwa 15 Zentimeter langen, nicht öffnenden, elliptischen bis eiförmigen Glieder sind zueinander mehr oder weniger verdreht. Die flachen, elliptischen Samen sind bis etwa 3 Zentimeter groß.

## Verwendung
Das mittelschwere und mäßig harte, nicht besonders beständige, gröbere Holz wird, meist nur lokal, vielfältig genutzt. Es ist bekannt als Tornillo oder Cedrorana. Bei der Bearbeitung entwickelt es einen unangenehmen Geruch.